# Esterwegen (KL)
Strafgefangenenlager Esterwegen, Konzentrationslager Esterwegen – niemiecki nazistowski obóz koncentracyjny założony w miejscowości Esterwegen w Dolnej Saksonii (Niemcy, przy granicy z Holandią). Funkcjonował od 1933 roku do końca wojny.

## Historia obozu

### Obozy Emslandu
W 1933 roku na pograniczu Niemiec i Holandii przekształcono dwa więzienia (Borgermoor i Esterwegen) w obozy koncentracyjne. Był to zalążek całego kompleksu, przynajmniej kilkunastu obozów z tego regionu, których funkcje były bardzo zróżnicowane. W latach przedwojennych stanowiły przede wszystkim obozy koncentracyjne dla opozycji politycznej względem nazistów. Podczas wojny umieszczano w nich jeńców wojennych i zatrzymanych członków ruchu oporu – głównie z Zachodniej Europy. Wówczas obozy te doczekały się licznych podobozów – również czasem na terenie podbitych Holandii, Belgii czy Francji, a nawet Norwegii. W porównaniu do wielu innych – obozy z Emsland raczej nie pełniły roli w dążeniu do Zagłady Żydów. Pod koniec wojny większość tych obozów została podobozami KL Neuengamme.

### Esterwegen
Obóz Esterwegen był największym i najbardziej znanym obozem kompleksu obozów z regionu Emsland. Został utworzony latem 1933 roku i do 1936 roku był obozem niezależnym. Następnie został podobozem KL Sachsenhausen, a w 1941 roku stał się podobozem KL Neuengamme.
Oficjalna nomenklatura nazywała Esterwegen „obozem karnym dla więźniów”, a nie koncentracyjnym/zagłady, w praktyce jednak niczym obóz ten nie odróżniał się od innych nazistowskich obozów (stosowanie tortur, terroru, wyniszczenia przez ciężką pracę, wygłodzenie, morderstwa na więźniach, choroby itp.).
Od początku obóz składał się z trzech dużych części (Doppellager, Lager II i Lager III). Więźniowie byli wykorzystywani w pierwszych latach do ciężkiej pracy rolnej na okolicznych bagnach. Podczas II wojny światowej pracowali niewolniczo również w przemyśle zbrojeniowym Niemiec.
W 1936 około tysiąca więźniów skierowano stąd do budowy KL Sachsenhausen.
Obóz nie posiadał komór gazowych ani krematoriów, wielkie masowe groby były wykopane w pobliskim lesie.

## Więźniowie i ofiary
W początkowym okresie więźniami była przede wszystkim antyfaszystowska opozycja polityczna, jak i intelektualiści niemieccy. W miarę rozwoju reżimu nazistowskiego kierowano do obozu również osoby uznane za „zbędne”: przestępców, homoseksualistów, Świadków Jehowy.
Do wybuchu II wojny światowej zdecydowaną większość więźniów stanowili więźniowie kryminalni. Począwszy od 1940 roku zaczęły napływać do obozu transporty jeńców.
W latach 1943–1944 skierowano do obozu setki więźniów oznaczonych literami „NN” (niem. Nacht und Nebel, pl. Noc i Mgła – kryptonim akcji wywożenia członków ruchu oporu z Zachodniej Europy).
W 1941 roku wpłynęły istotne transporty politycznej opozycji spoza Niemiec: z Francji, z Holandii, z Belgii, z Czech.
W sumie 80 000 więźniów i od 100 000 do 180 000 jeńców wojennych było skierowanych do tego obozu. Spośród nich 38.000 zmarło, z czego aż 35.000 było jeńcami z Armii Czerwonej.
Najsłynniejszym więźniem był niewątpliwie niemiecki pisarz Carl von Ossietzky, pacyfista i przeciwnik nazistów. Dostał nagrodę Nobla w 1935 roku, w chwili gdy siedział od wielu miesięcy w obozie. Gdy spotkał go w obozie emisariusz szwajcarskiego Czerwonego Krzyża, to zrelacjonował, że Oficer SS powrócił z człowiekiem trzęsącym się ze strachu, bladym jak trup, biednym stworzeniem, które zdawało się niezdolne do odczuwania czegokolwiek. Wszystkie jego zęby były wyłamane i ciągnął za sobą źle zrośniętą złamaną nogę. Podałem mu rękę. Nie odpowiedział. Ossietzky został umieszczony wówczas, pod nadzorem Gestapo, w szpitalu, w którym zmarł w 1938 roku.

## Dzieje powojenne
Po wyzwoleniu obóz pełnił przez krótki czas rolę obozu tranzytowego dla Rosjan. Jednak już latem 1945 roku został zmieniony na obóz dla ludności cywilnej (członków NSDAP, SS) pod kontrolą wojsk brytyjskich. Od końca lat sześćdziesiątych obóz pozostaje pod kontrolą Bundeswehry.
Obóz ten, jak i inne obozy regionu, są dziś prawie nieznane opinii publicznej. Wszystkie próby utworzenia miejsca pamięci nie powiodły się. W 1993 roku nowe centrum dokumentacji powstało w niedalekiej miejscowości Papenburg. Gustav Sorge, komendant obozu, w 1947 został skazany przez Radziecki Trybunał na dożywocie połączone z ciężkimi robotami, proces uwzględniał jednak czyny popełnione w obozie w Sachsenhausen, a nie Esterwergen. W 1956 zwolniony i ekstradowany do RFN, gdzie został ponownie skazany na dożywotnie więzienie, oraz dodatkowe 15 lat pozbawienia wolności. Zmarł w 1978 w więzieniu.